# Spaans-West-Indië
Spaans-West-Indië was een Spaanse kolonie in Noord-Amerika die bestond uit Cuba en Puerto Rico van 1821 tot 1899.

## Geschiedenis
Spaans-West-Indië ontstond in 1821 bij de uiteenval van het Vicekoninkrijk Nieuw-Spanje in Noord-Amerika. Tijdens de Spaans-Amerikaanse Onafhankelijkheidsoorlogen werd Spaans-West-Indië niet onafhankelijk. Wel kwam er een opstand in Puerto Rico die vervolgens door de Spanjaarden werd neergeslagen en later ook in Cuba die ook werd neergeslagen door de Spanjaarden. Spanje was niet van plan de kolonie onafhankelijkheid te verlenen, maar uiteindelijk kreeg Puerto Rico in 1897 zelfbestuur. Ondanks dat Puerto Rico zelfbestuur had bleef het Spaans. In Amerika vonden ze dat de Cubanen een onafhankelijke staat verdienden. De spanningen liepen zo hoog op dat in 1898 het tussen de VS en Spanje tot een oorlog kwam. De Spaanse troepen in Cuba werden door het sterke Amerikaanse leger compleet verslagen. Een jaar later (1899) eindigde de oorlog. Puerto Rico werd ook bezet door de Verenigde Staten. De bezetting betekende het einde van de kolonie Spaans-West-Indië.